# Maljurevac
Maljurevac (Маљуревац), pronunțat în limba română Maliurevaț, este un sat situat în partea de est a Serbiei, în Districtul Braničevo. Aparține administrativ de comuna Požarevac. La recensământul din 2002 localitatea avea 548 locuitori.